# Strijkkwartet (Hurum)
Het enige Strijkkwartet van Alf Hurum werd voltooid in 1912, toen de Noorse componist nog onder de invloed verkeerde van de muziek van Claude Debussy. Het werk kreeg pas een jaar later op 29 november 1913 haar wereldpremière. De uitvoerenden waren Arve Arvesen (viool), Ernst Solberg (viool), Olaf Eriksen (altviool) en Otto Buschmann (cello). Op die avond ging ook de Sonate voor viool en piano van David Monrad Johansen (zijn debuut als componist, tevens pianist)  in première. Plaats van handeling was de concertzaal van Brødrene Hals in Oslo. Hurum gaf het in 1913 in eigen beheer uit en kreeg pas in 1916 copyright in de Verenigde Staten.
Het werk bestaat uit vier delen:
- Allegro non troppo e maestoso
- Scherzo: Vivo e molto allegro
- Canzonetta: Andantino
- Allegro energico

Het werk werd na de eerste uitvoering vergeten, maar kreeg in 2014 nog een uitvoering voor de Noorse Bond van Toonkunstenaars. Er zijn twee opnamen bekend, een van het Vertavokwartet via Pro Musica, later op Simax Records en een van Hindarkwartet op Philips Noorwegen. 